# دانلد فگن
دانلد فگن (انگلیسی: Donald Fagen؛ زادهٔ ۱۰ ژانویهٔ ۱۹۴۸) موسیقی‌دان اهل ایالات متحده آمریکا است.
 او از سال ۱۹۶۵ میلادی تاکنون مشغول فعالیت بوده و به همراه والتر بکر گروه جاز-راک استیلی دن را پایه‌گذاری کرده‌است.